# Варуна (река)
Вару́на — река в Индии, правый приток Ганга, протекает с востока на юго-восток. Длина около 100 км.
Исток реки Варуны находится в точке с координатами 25°27′ с. ш. 82°18′ в. д., устье — 25°19′46″ с. ш. 83°02′40″ в. д..
У впадения реки Варуны в Ганг расположен город Варанаси, название города Варанаси интерпретируется как производное от названия реки, которое, очевидно, связано с именем древнейшего божества воды — Варуны. Согласно иному мнению, река Варуна первоначально называлась Варанаси, что и дало имя городу.